# بروس هيربيلين إيرل
بروس تشارلز هيربيلين إيرل (بالإنجليزية: Bruce Charles Herbelin-Earle)‏، من مواليد 7 يوليو 1998 في غرب ساسكس، هو ممثل إنجليزي - فرنسي. اشتهر بتصوير دور ماركوس جرينبريدج في المسلسل الدرامي على نتفليكس اطلق لها العنان (2017-2020).
حضر مدرسة إمبرهورن.

## روابط خارجية
- بروس هيربيلين إيرل على موقع IMDb (الإنجليزية)
- بروس هيربيلين إيرل على موقع روتن توميتوز (الإنجليزية)
- بروس هيربيلين إيرل على موقع ألو سيني (الفرنسية)
- بروس هيربيلين إيرل على موقع قاعدة بيانات الفيلم (الإنجليزية)
- بروس هيربيلين إيرل على موقع كينوبويسك (الروسية)